# 인간종에 대한 음모
인간종에 대한 음모: 공포라는 발명품(The Conspiracy Against the Human Race)은 미국의 작가 토머스 리고티가 2010년에 쓴 논픽션 책이다. 공포소설 작가로 더 잘 알려지는 리고티는 음모를 통해 철학적 염세주의, 허무주의, 반출생주의적 관점을 탐구하는 일련의 에세이를 제공한다. 리고티는 다른 출처들 중에서도 페테르 베셀 삽페의 에세이 "마지막 메시아"와 에밀 시오랑(1911-1995)과 필립 마인랜더(1841-1876)의 글들을 그의 철학적 관점에 대한 영감으로 인용한다. 이 책은 "악성으로 쓸모없는"이라는 문구를 반복적으로 사용하는 것과 그의 글에서 "철학적 사고와 문학적 분석이 수렴되는 방식"으로 유명하다. 2018년에 이 책은 새로운 서문과 함께 재발매됐다.

## 요약
리고티는 책의 서두부터 비관적인 관점을 취한다. "살아있는 것은 좋지 않다"는 전제나 일반적으로 고통이 쾌락보다 더 크다는 전제를 시작하는 가정으로 삼아, 그는 의식의 존재가 비극을 수반한다고 주장한다. 세계의 무의미하고 종종 무서운 본질(이를 "악성으로 쓸모없다"고 함)을 더 의식할수록, 이 사실을 알고 싶어하지 않게 되고, 따라서 지나치게 의식하는 존재는 의도적으로든 본능적으로든 존재의 부정적인 측면에 대한 인식을 제한하는 활동에 끊임없이 참여해야한다. 이것은 의식을 "존재해선 안 될" 것으로 만들고, 이 사실을 다루거나, 무시하거나, 적극적으로 억압하려는 인류의 시도는 건강한 삶에 대한 탐구(모든 사람이 무조건 죽는다는 사실에도 불구하고), 예술과 공포(승화의 행위로서), 그리고 아이를 갖고자하는 욕망(유전적 불멸의 한 형태에 대한 헛된 시도로서)과 같은 많은 일반적인 행동규범과 같은 현대사회의 강박관념의 상당부분을 주도한다. 리고티가 주장하길 의식의 곤경에서 완전히 벗어날 수 있는 방법은 성공적으로 달성하는 사람이 매우 적은 에고 죽음을 겪거나, 바람직하게는 자발적 인간 절멸을 통해서(리고티는 이것이 일어날 가능성이 매우 낮다고 생각한다) 인류가 존재를 중단하는 것이지만, 이는 죽음으로써도 개인적 수준에서 달성될 수 있으나, 그 과정에서 더 많은 고통을 수반할 수 있으므로 항상 증가된 고통의 가치가 있는 것은 아니다.
리고티는 과거에 태어나고 싶어하는 사람은 거의 없을 것이나(부분적으로는 열악한 의료로 인한 불가피한 고통 증가 때문이다), 하지만 미래 세대가 우리에 대해 과거와 같은 감정을 느낄 가능성이 높음에도 불구하고 현재에 사는 것에 대해 나쁜 감정을 느끼는 사람은 거의 없다고 주장한다(그들의 삶은 우리가 감당할 수 있는 것보다 더 많은 고통으로 가득하다). 철학적 염세주의는 대부분의 인간들에게 받아들여지지 않거나 널리 고려되지도 않는데, 리고티에 의하면, 그 이유는 철학적 염세주의에 대한 찬반 주장의 강도보다는 그 무서운 의미 때문이다.
이것은 비극이다. 의식은 우리의 본질을, 즉 우리가 분해되어가는 뼈에 붙은 부패해가는 고깃덩어리라는 것을 스스로 의식하지 못하도록 애쓰는 역설적인 상황으로 우리를 몰아넣는다.